# 克丽茜·温德尔-波尔
克丽茜·温德尔-波尔（英語：Krissy Wendell-Pohl，1981年9月12日—），美国女子冰球运动员。她曾代表美国国家队参加2002年和2006年冬季奥林匹克运动会冰球比赛，获得一枚银牌和一枚铜牌。